# Real Establecimiento Litográfico
El Real Establecimiento Litográfico fue una institución cultural española que ostentó el monopolio de la litografía en España.

## Historia
En 1826, el director del Real Museo de Pinturas (actual Museo del Prado) y pintor de cámara José de Madrazo consigue del rey Fernando VII el privilegio exclusivo de la técnica litográfica en España. En consecuencia, y bajo el patrocinio del monarca, se crea el Real Establecimiento Litográfico. La principal finalidad de la institución era realizar una colección de reproducciones litográficas de los cuadros de la colección real, así como formar litógrafos españoles. El proyecto cristalizó en la obra titulada: Colección lithographica de cuadros del Rey de España el Sr. D. Fernando VII. La financiación del proyecto se realizó por medio de suscripciones. El texto explicativo de los cuadernillos de este proyecto fue escrito por Ceán Bermúdez hasta 1828 y posteriormente por José Musso. 
La primera sede de la institución se ubicaba en la Real Almacén de Cristales, en la calle de Alcalá. En 1830 la sede se traslada a los antiguos jardines de Tivoli en el paseo del Prado, cedidos por el monarca a José de Madrazo. La importancia del establecimiento llevó a ser visitado por el propio Fernando VII.
En 1837 desaparece el Real Establecimiento.

## Obras
De entre sus obras, destacan las colecciones siguientes:
- Coleccion lithographica de cuadros del Rey de España el Sr. D. Fernando VII,
- Coleccion de uniformes del Egercito español dedicado al Rey N.S.,
- Colección de las vistas de los sitios reales: litografiadas por Orden del Rey de España el señor D. Fernando VII de Borbón.[1]

## Artistas
En sus inicios el Real Establecimiento contó con artistas y litógrafos franceses (Léon-Auguste Asselineau, Louis Legrand, Jean Louis Canon) o de formación francesa (Andreas Pic de Leopold, Florentino Decraene, Gaspar Sensi y Baldachi, Cayetano Palmaroli, Aquiles Parboni) que enseñaron la técnica a artistas españoles como Fernando Brambila, Carlos de Vargas, José Jorro, Fernando de la Costa o Juan Bautista Ugalde.